# Macrostylis latiuscula
Macrostylis latiuscula är en kräftdjursart som beskrevs av Boris Vladimirovich Mezhov2004. Macrostylis latiuscula ingår i släktet Macrostylis och familjen Macrostylidae. Inga underarter finns listade i Catalogue of Life.